# Pollenia aurata
Pollenia aurata este o specie de muște din genul Pollenia, familia Calliphoridae, descrisă de Seguy în anul 1934. Conform Catalogue of Life specia Pollenia aurata nu are subspecii cunoscute.